# Paul Austin Kelly
Paul Austin Kelly (n. 1960, Kingston⁠(d), New York, SUA) este un cântăreț american de muzică de operă.